# Бледжо Супериоре
Блѐджо Суперио̀ре (на италиански: Bleggio Superiore, на местен диалект: Blècc de Sòra, Блеч де Сора) е община в Северна Италия, автономна провинция Тренто, автономен регион Трентино-Южен Тирол. Разположена е на 628 m надморска височина. Населението на общината е 1583 души (към 2015 г.).
Административен център на общината е село Санта Кроче (на италиански: Santa Croce).